# Фергюссон, Бернард

Герб Бернарда Эдварда Фергюссона, барона Баллантрэ

Сэр Бернард Эдвард Фергюссон, барон Баллантрэ (англ. Bernard Fergusson, Baron Ballantrae; 6 мая 1911 — 28 ноября 1980) — британский государственный и политический деятель, военачальник, военный историк. Последний генерал-губернатор Новой Зеландии британского происхождения.

## Биография
Представитель семьи, тесными узами связанной с историей Новой Зеландии. Его предки Джордж Фергюсон Боуэн и Джеймс Фергюссон были губернаторами Новой Зеландии, соответственно, в 1868—1873 и 1873—1874 годах, а отец Чарльз Фергюссон служил генерал-губернатором Новой Зеландии в 1924—1930 годах.
Б. Фергюсон получил образование в колледже Итона и Королевской военной академии в Сандхерсте.
С 1931 года — на службе в британской армии. Во время Второй мировой войны служил на Ближнем Востоке. Затем в 1944—1946 годах в Бирме — командовал диверсионным подразделением, проводившим спецоперации в тылу японской императорской армии.
После войны занимал различные должности, в том числе был командиром 1-го батальона полка «Чёрная стража» (ныне 3-й батальон Королевского полка Шотландии).
В отставку вышел в 1958 году в звании бригадира британской армии.
Ещё во время службы, написал ряд книг, посвящённых военной истории. Продолжил заниматься этими вопросами и после выхода в отставку.
В 1962 году, следуя семейной традиции, выехал в Новую Зеландию, где занял должность генерал-губернатора.
В 1972 году вернулся в Европу, стал пэром. В 1973 году был избран канцлером старейшего университета Шотландии — Сент-Эндрюсского университета.

## Награды
- Орден Чертополоха (1974)
- Орден «За выдающиеся заслуги» (1943)
- Офицер ордена Британской империи (1950)
- Рыцарский крест ордена Святого Михаила и Святого Георгия (1974)
- Рыцарский крест Королевского Викторианского ордена (1974)
- Звезда «1939—1945»
- Африканская звезда
- Бирманская звезда
- Медаль войны 1939—1945
- Коронационная медаль Елизаветы II (1952)